# 廣佈腔吻鱈
廣佈腔吻鱈（学名：Coelorinchus divergens），又名鱈魚，为輻鰭魚綱鱈形目鼠尾鱈科腔吻鱈屬下的一个种，該物種分布於西北太平洋的琉球海溝，深度可達1000公尺。